# The Great Movie Ride
The Great Movie Ride est une ancienne attraction du parc Disney's Hollywood Studios de Walt Disney World Resort. Ce parcours scénique emmenait les visiteurs à travers des scènes célèbres du cinéma.

## Origine et concept
L'attraction The Great Movie Ride est la source d'inspiration à l'origine du parc Disney's Hollywood Studios, anciennement Disney-MGM Studios. Un pavillon sur le cinéma et ses techniques, a été proposé pour Future World à proximité de celui d'Imagination!.
En parallèle, Ward Kimball, scénariste et réalisateur, travaille sur le projet d'une attraction baptisée Mickey's Movieland présentant l'histoire et les premiers courts métrages de Mickey Mouse. Michael Eisner en 1985 autorise Marty Sklar, le président de Walt Disney Imagineering, à étendre ces concepts à un parc entier et non pas uniquement à un pavillon ou une attraction.
Le 26 novembre 2014, Disney et TCM annoncent un partenariat dans lequel TCM sponsorise la rénovation de l'attraction en ajoutant le contenu de son catalogue et en contrepartie pourra diffuser des productions Disney comme l'émission Le Monde merveilleux de Disney,,,. Le 29 mai 2015, le parc dévoile la nouvelle version de l'attraction sponsorisée par TCM.
Le 15 juillet 2017, lors du D23, la fermeture de l'attraction est annoncée pour le 13 août 2017 afin de faire place à un nouveau parcours scénique nommé Mickey & Minnie's Runaway Railway.

## L'attraction

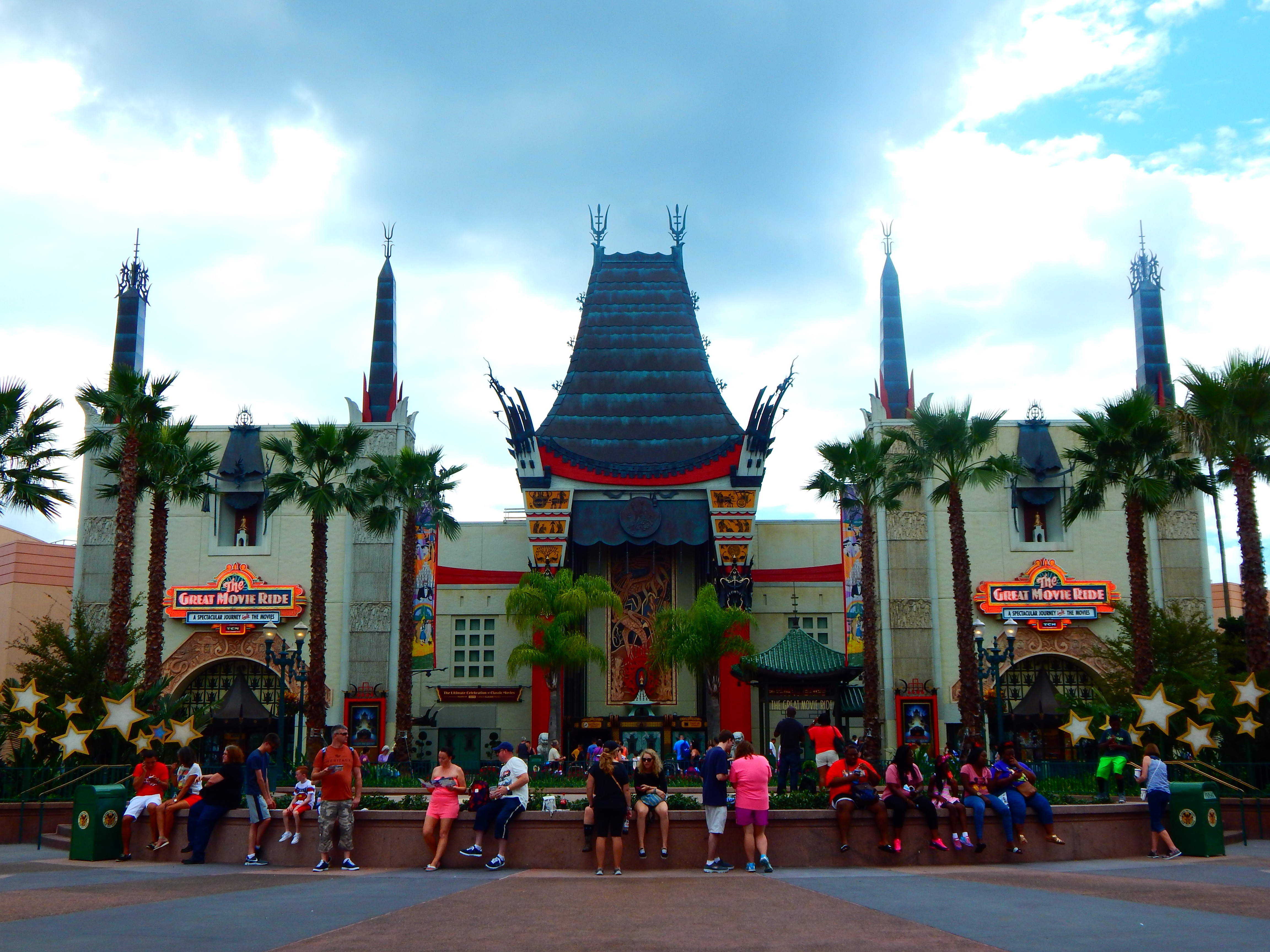
Reconstitution de la façade du Grauman's Chinese Theatre.

L'attraction est située dans un important hangar dont la façade reprend celle du Grauman's Chinese Theatre, cinéma mythique situé à Los Angeles sur Hollywood Boulevard.

Les véhicules utilisent le même système que Ellen's Energy Adventure à Epcot.
- Ouverture : 1er mai 1989[8] (avec le parc)
- Fermeture : 13 août 2017
- Conception : Walt Disney Imagineering
- Audio-animatronics : 59 personnages
- Durée : 19 min[9].
- Longueur du parcours : 587 m.
- Capacité des trams : 70 personnes
- Superficie du bâtiment : 8 825,8 m2.
- Partenaire : Coca-Cola
- Type d'attraction : parcours scénique avec scènes interactives
- Situation : 28° 21′ 24″ N, 81° 33′ 38″ O

### La file d'attente

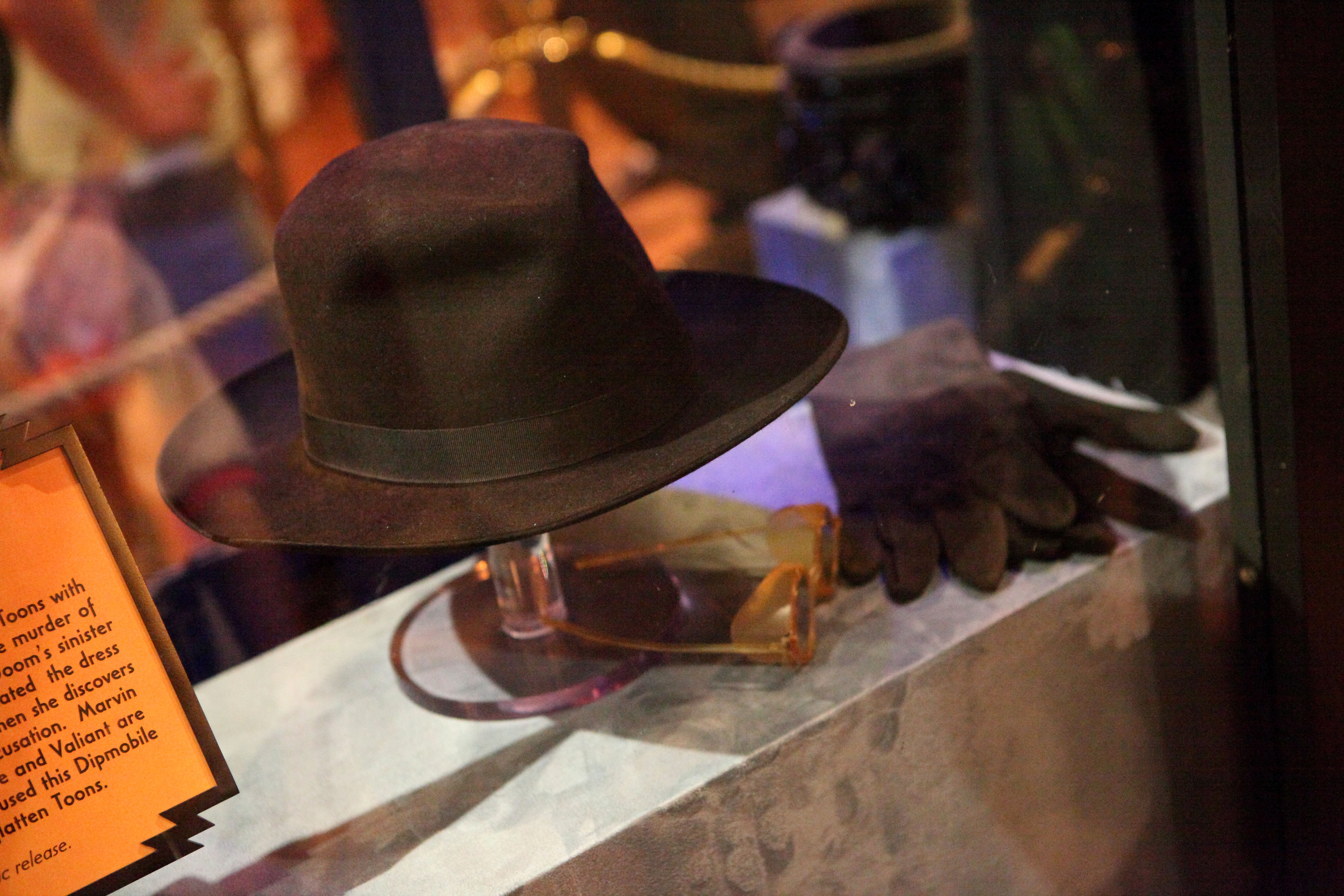
Chapeau, lunettes et gants du Juge DeMort de Qui veut la peau de Roger Rabbit.

La file d'attente traverse un hall du style de celui du théâtre construit par Graumann (le hall sert parfois de lieu d'exposition pour des costumes, accessoires ou décors de films). Elle zigzague ensuite dans une salle de cinéma reconstituée où sont projetés des extraits de films célèbres (voir la liste ci-dessous). À la sortie de la salle, les visiteurs entrent dans la salle d'embarquement et de débarquement. Celle-ci contient un cyclorama représentant les collines hollywoodiennes dans les années 1930 avec notamment la version originale du panneau Hollywood, qui indiquait alors « Hollywoodland ». Les visiteurs embarquent ensuite dans les voitures qui les attendent.

#### Objets remarquables dans la file d'attente
- Cheval du carrousel de Mary Poppins
- Jeu d'échecs de Star Wars, épisode IV : Un nouvel espoir (Star Wars: Episode IV — A New Hope)
- Épées et têtes de singes de Indiana Jones et le Temple maudit (Indiana Jones and the Temple of Doom)

#### Extraits de film dans la file d'attente
- Prologue (Footlight Parade)
- Fantasia
- Casablanca
- Chantons sous la pluie (Singin' in the Rain)
- La Prisonnière du désert (The Searchers)
- Mary Poppins
- Alien - Le huitième passager (Alien)
- Les Aventuriers de l'arche perdue (Raiders of the Lost Ark)

### Le parcours scénique

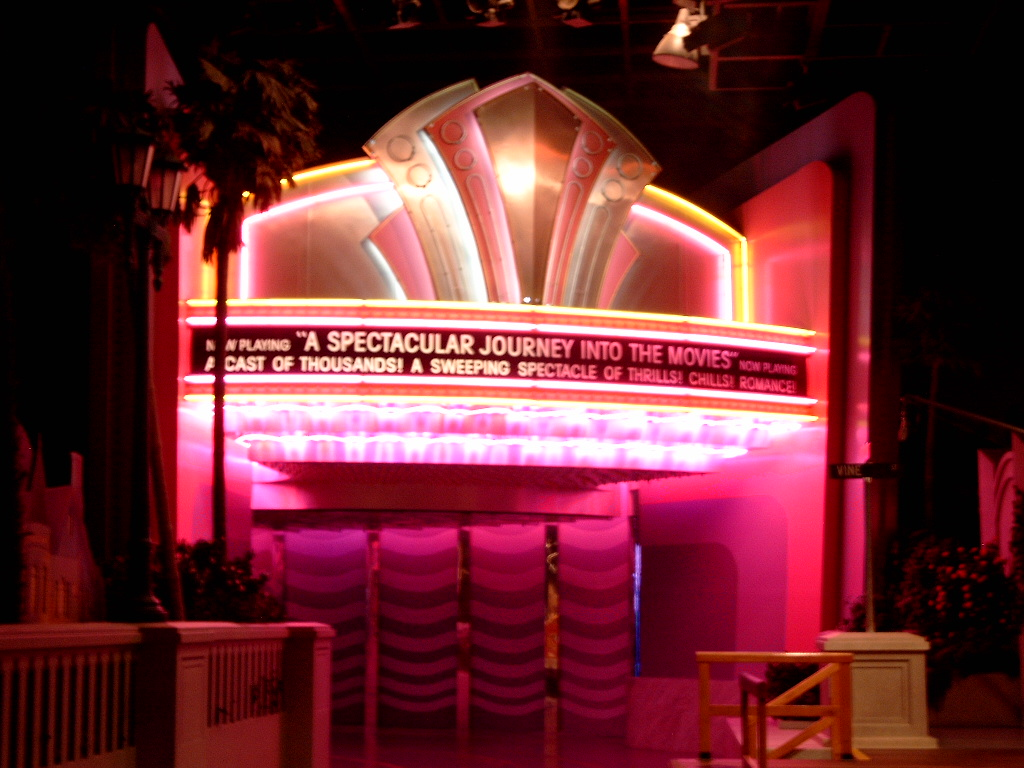
Salle d'embarquement.

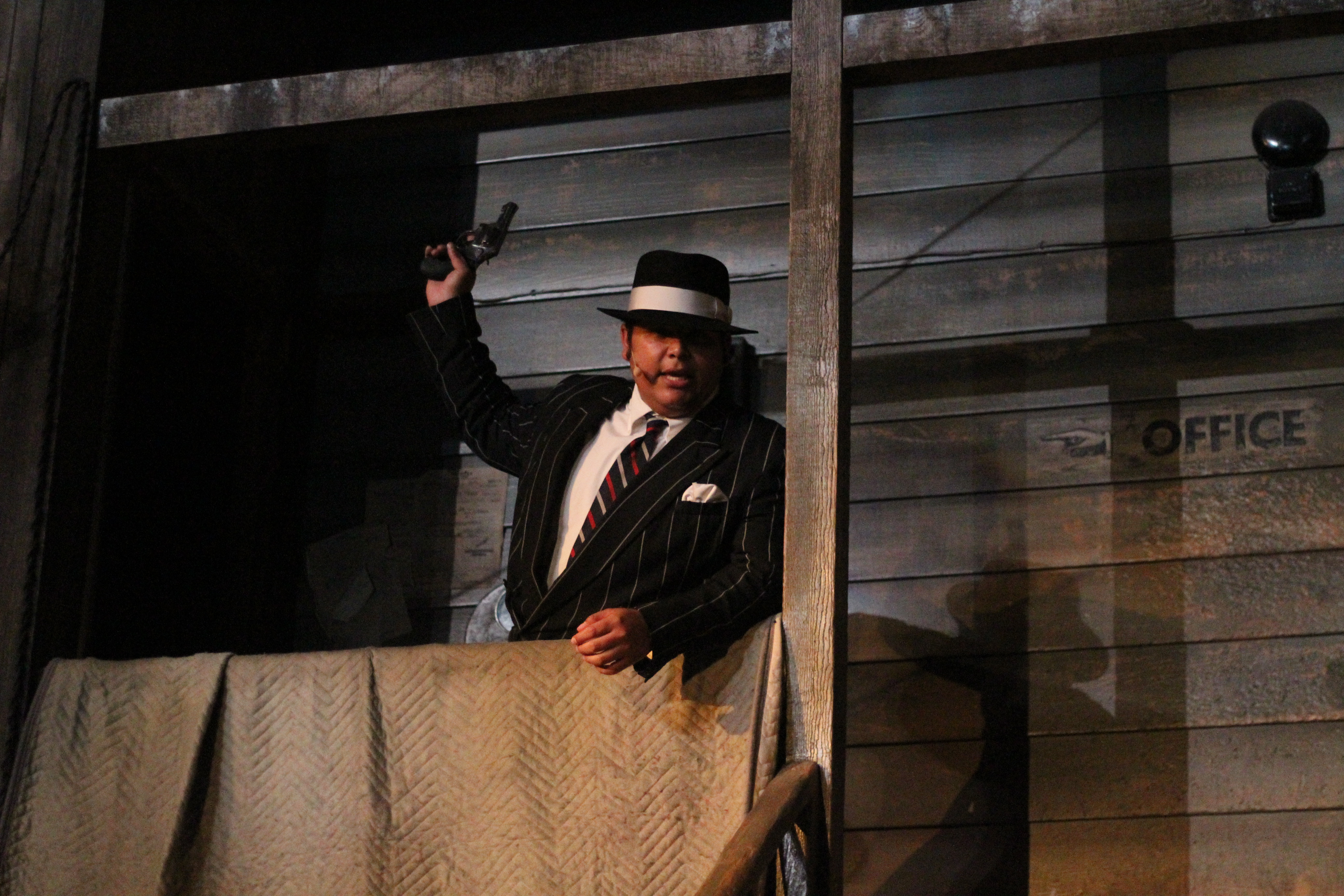
Comédien dans la scène des gangsters.

Après une rapide présentation par les « guides », les véhicules parcourent les reconstitutions de scènes de films, animées par des audio-animatronics.
Différents décors se succèdent: un spectacle de cabaret, les toits de Londres, la Gangster Alley, un cow-boy sur son cheval (John Wayne), un temple égyptien et Scarlett O'Hara.
Le parcours est perturbé par un « voleur » (un Cast Member) qui lors de la scène des gangsters ou du Western grimpe à bord d'un des véhicules et simule un vol. Il descend ensuite dans la scène d'Indiana Jones pour voler un rubis posé sur une tombe. En touchant ce dernier, il disparaît dans une gerbe de fumée après avoir refusé d'obéir aux ordres d'un personnage en robe.

#### Films présents dans le parcours
- Prologues (Footlight Parade)
- Chantons sous la pluie (Singin' in the Rain)
- Mary Poppins
- Les Aventuriers de l'arche perdue (Raiders of the Lost Ark)
- Tarzan, l'homme singe (Tarzan the Ape Man)
- Fantasia
- Le Magicien d'Oz (The Wizard of Oz)
- Casablanca
- Alien - Le huitième passager (Alien)
- L'Ennemi public (The Public Enemy)

### Le final et la sortie
Dans la dernière partie du parcours, les véhicules s'arrêtent dans un grand cinéma sombre où est diffusée pendant 10 minutes, une compilation de scènes de films réalisée par le directeur Chuck Workman.

#### Extraits composant le film final (depuis 2015)
- Le shérif est en prison  (Blazing Saddles)
- Le Bateau hanté  (The Live Ghost)
- Chantons sous la pluie  (Singin' in the Rain)
- Une nuit à l'opéra  (A Night at the Opera)
- Le Pont de la rivière Kwaï  (The Bridge on the River Kwai)
- Matrix
- La Ruée vers l'or (The Gold Rush)
- Alien, le huitième passager (Alien)
- 2001, l'odyssée de l'espace (2001: A Space Odyssey)
- Casablanca
- Le Docteur Jivago (Doctor Zhivago)
- Les Aventures de Robin des Bois (The Adventures of Robin Hood)
- Lawrence d'Arabie (Lawrence of Arabia)
- Les Raisins de la colère (The Grapes of Wrath)
- Les Aventuriers de l'arche perdue (Raiders of the Lost Ark)
- Un petit coin aux cieux (Cabin in the Sky)
- Ben-Hur
- Chicago
- Braveheart
- Autant en emporte le vent  (Gone with the wind)
- Les Dix Commandements  (The Ten Commandments)
- Mary Poppins
- Le Chanteur de jazz  (The Jazz Singer)
- Mission Impossible
- Grease
- La Glorieuse Parade  (Yankee Doodle Dandy)
- Sister Act
- Amadeus
- Prologues
- Escale à Hollywood (Anchors Aweigh)
- La Fièvre du samedi soir (Saturday Night Fever)
- Le Parrain (The Godfather)
- L'Ennemi public
- Taxi Driver
- Terminator
- King Kong (1933)
- Les Griffes de la Nuit (A Nightmare on Elm Street)
- Frankenstein Junior (Young Frankenstein)
- Star Wars, épisode IV : Un nouvel espoir  (Star Wars: Episode IV - A New Hope)
- Star Wars, épisode VII : Le Réveil de la Force (Star Wars: Episode VII - The Force Awakens)
- Les Gardiens de la Galaxie (Guardians of the Galaxy)
- Star Trek 6 : Terre inconnue (Star Trek VI: The Undiscovered Country)
- Le Magicien d'Oz (The Wizard of Oz)
- Tootsie
- Tant qu'il y aura des hommes (From Here to Eternity)
- Shakespeare in Love
- Un fauteuil pour deux  (Trading Places)
- Un tramway nommé Désir (A Streetcar Named Desire)
- Good Morning, Vietnam
- Thelma & Louise
- Forrest Gump
- Platoon
- Poltergeist
- La Mélodie du bonheur (The Sound of Music)
- La Mort aux trousses (North by Northwest)
- Le Roman de Marguerite Gautier (Camille)
- Pirates des Caraïbes : La Malédiction du Black Pearl (Pirates of the Caribbean: The Curse of the Black Pearl)
- Le Monde de Nemo (Finding Nemo)
- La Reine des Neiges (Frozen)
- Raiponce (Tangled)
- Toy Story
- Les Indestructibles (The Incredibles)
- Steamboat Willie
- La Grande Évasion (The Great Escape)
- Impitoyable (Unforgiven)
- Rambo 2 : La Mission (Rambo: First Blood Part II)
- Taxi Driver
- Marathon Man
- French Connection (The French Connection)